# Chinnasekkadu
Chinnasekkadu es una ciudad y nagar Panchayat situada en el distrito de Chennai en el estado de Tamil Nadu (India). Su población es de 12396 habitantes (2011).

## Demografía
Según el censo de 2011 la población de Chinnasekkadu era de 12396 habitantes, de los cuales 6365 eran hombres y 6061 eran mujeres. Chinnasekkadu tiene una tasa media de alfabetización del 87,05%, superior a la media estatal del 80,09%: la alfabetización masculina es del 92,26%, y la alfabetización femenina del 81,59%.